# Maison Thomas H. Gale
La maison Thomas H. Gale est située à Oak Park, dans l’Illinois, aux États-Unis. Elle a été conçue par l’architecte Frank Lloyd Wright en 1892 et témoigne de ses premiers travaux. À l’époque il travaillait pour Adler et Sullivan et a dessiné cette maison de manière indépendante, ce que Sullivan interdisait. Elle est inscrite au Registre national des lieux historiques au sein du Frank Lloyd Wright–Prairie School of Architecture Historic District.

## Source
- (en) Cet article est partiellement ou en totalité issu de l’article de Wikipédia en anglais intitulé « Thomas H. Gale House » (voir la liste des auteurs).